# Gynoplistia bidentata
Gynoplistia bidentata är en tvåvingeart. Gynoplistia bidentata ingår i släktet Gynoplistia och familjen småharkrankar.

## Underarter
Arten delas in i följande underarter:
- G. b. bidentata
- G. b. purpurea